# A Strange God

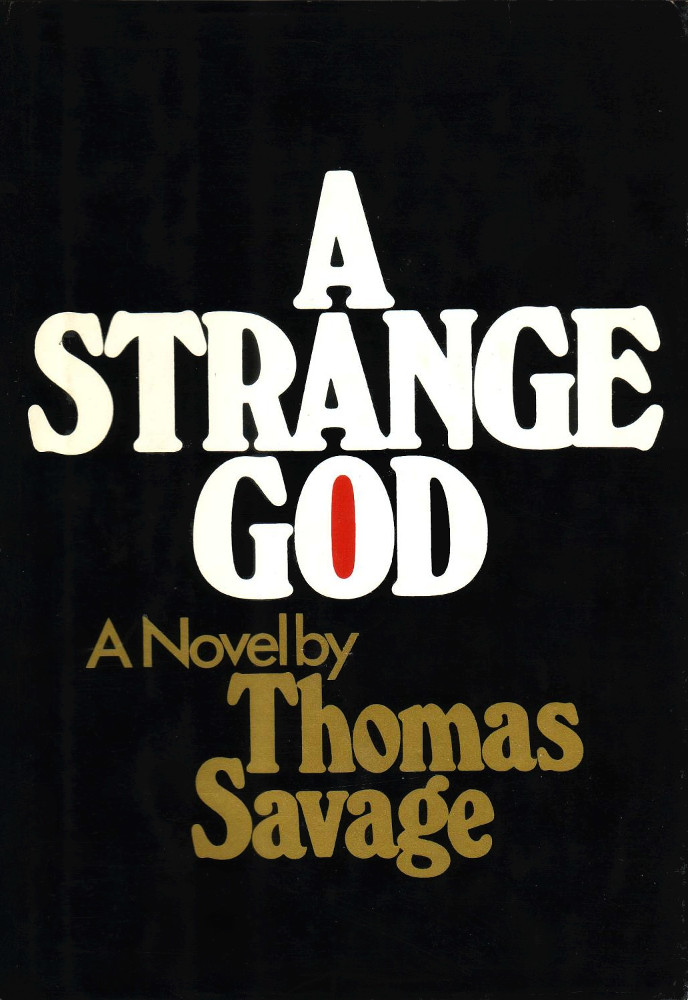
Cover der Erstausgabe von A Strange God

A Strange God ist ein Roman des US-amerikanischen Autors Thomas Savage. Es war der achte Roman des Autors.

## Handlung
Jack Reed wird Mitte der 1910er-Jahre geboren. Schon als Junge gibt er sich den Künstlernamen John W. Reed, der nie wirklich hinterfragt wird und den er auch als Erwachsener verwendet. Seine Eltern trennen sich und er wächst zunächst bei seiner Mutter auf, zieht jedoch zu seinem Vater nach Chicago, als er 18 Jahre alt ist. Er beginnt als Aktenschreiber bei einer Versicherung zu arbeiten, wird jedoch schnell befördert. Sein Vater ist stolz auf ihn, sieht er seinen Sohn doch die Karriere machen, die er nie hatte. Er schenkt ihm einen alten Revolver aus seinem Besitz.
Jack zieht nach Boston, wo er zum Versicherungsvertreter aufsteigt, nach drei Jahren Claim Manager ist und im Alter von 35 Jahren die Vizepräsidentschaft der Firma übernehmen könnte. Er kündigt jedoch und macht sich als Versicherungsmakler selbstständig. Er ist sehr gut in seinem Job und mit 45 wohlhabend genug, um mehrere Cadillacs zu besitzen. Mit seiner Frau Norma geht er auf Haussuche, die Kinder Martha (13) und Tim (11) komplettieren die Familie.
Die Familie findet ein Haus im Bostoner Vorort Wellesley. Für seine Kinder hat Jack große Pläne: Beide sollen es zu etwas bringen, so soll Tim aufs College gehen und Martha eine Privatschule besuchen. Während Martha eine Schönheit ist, deren Modelkarriere Jack jedoch im Ansatz verhindert, war Tim schon als Kleinkind hässlich und wird nach dem Umzug auf der neuen Schule gehänselt. Jack organisiert Boxstunden für ihn, sodass Tim sich gegen einen Mobber wehren kann, doch ist Tim nicht glücklich darüber. Auch der Umzug selbst mit dem Verlust seiner Freunde macht Tim zu schaffen, der so erstmals sie Fragilität der Welt erkennt. Jack und Norma befürchten, dass sie Tim verlieren werden, unterstützen ihn jedoch nicht sonderlich. Gute Leistungen in der Schule werden von den Eltern wahrgenommen, jedoch nicht gelobt. Martha erhält mehr emotionale Unterstützung der Eltern für gute Leistungen.
Wie Jack es geplant hat, besucht Martha die renommierte Privatschule St. Margaret’s Hall in den Berkshire Mountains, eine Prep School, die auf die spätere College-Zeit vorbereiten soll. Martha ist im Vergleich zu anderen reichen Jugendlichen eher eine Außenseiterin. Als ihre Perlenkette verschwindet, zeigt sie den Diebstahl bei der Schulleitung an. Die Diebin ist eine reiche Schülerin, die daraufhin die Schule verlassen muss. Deren Freundinnen machen Martha klar, dass sie nichts in St. Margaret’s Hall zu suchen hat. Ein Jahr später geht Martha auf das Smith College, eines der sieben besten Colleges für Frauen in den USA. Im zweiten Jahr erfahren Jack und Norma, dass Martha Schwierigkeiten auf dem College hat. Sie bricht das Studium ab, um sich selbst zu finden. Tim beginnt unterdessen auf Drängen Jacks ein Studium an der Harvard University.
Dinge beginnen anders als geplant zu verlaufen. Jack geht heimlich mit Claire, der Frau eines Klienten, fremd. Der Familienhund, den Jack so sehr wollte und den Tim in sein Herz geschlossen hat, wird überfahren. Martha weigert sich, auf einem anderen College einen neuen Studienversuch zu starten. Sie zieht von zuhause aus und in eine kleine Wohnung im Bostoner Stadtteil Beacon Hill. Jack erinnert sich an die Vergangenheit und wie Martha lange Zeit Ballettstunden nahm und sehr gut war, nur um plötzlich mit dem Unterricht aufzuhören. Jacks Vorstellung, sie einmal als Primaballerina in Schwanensee zu sehen, war damit nicht in Erfüllung gegangen. Auch in der Gegenwart enttäuscht Martha ihn mit seinen Entscheidungen, so stellt sie ihm ihren neuen Freund Boyd vor, einen Lehrer, der Jack nicht gut genug für sie ist. Auch ihren nächsten Freund Vincent De Leo lehnt Jack rundheraus ab. Auch Tim macht Jack Sorgen, so wird er eines Tages betrunken verhaftet und Jack muss eine Kaution für ihn hinterlegen. Als Jack und Claire sich eines Tages heimlich in Jacks Haus treffen, werden sie von Tim überrascht, der daraufhin erschüttert den Kontakt zu seinem Vater abbricht. Norma ahnt von Jacks Affäre und weiß, dass er sie nicht wirklich geliebt hat; sie denkt über eine Scheidung nach.
Jacks Pläne konzentrieren sich nun auf Marthas Zukunft, so trifft er sich mit Börsenmakler Chris, um sein Vermögen zu vergrößern und Martha so als reiche Tochter auf dem Heiratsmark attraktiver werden zu lassen. Die Pläne ändern sich abrupt, als Martha verkündet, von De Leo ein Kind zu erwarten. De Leo jedoch verlässt sie und lässt sich auch von einem Bestechungsversuch Jacks nicht dazu überreden, Martha zu heiraten. Eine Abtreibung des Kindes ist aufgrund der fortgeschrittenen Schwangerschaft nicht mehr möglich und so bringt Martha das Kind unterstützt von den Eltern heimlich auf die Welt und gibt es zur Adoption frei. Sie zieht anschließend nach Denver und beginnt, als Erzieherin für Kinder mit Behinderungen zu arbeiten.
In Wellesley wird zur Vorsicht geraten, da es zu mehreren Morden gekommen ist und eine Frau einen Fremden in der Gegend gesehen hat, der nicht gefasst werden konnte. Jack hat den alten Service-Revolver seines Vaters im Haus. Es ist Weihnachten und Jack und Norma feiern mit ihren Eltern. Tim hat seinen Besuch abgesagt; als Jack im Dunkeln vor dem Haus eine Gestalt im Gebüsch sieht, will er einen Warnschuss abgeben, trifft die Person jedoch. Es handelt sich um Tim, der kurze Zeit später im Krankenhaus verstirbt. Norma übernimmt in der Folgezeit die leitende Rolle im Haus, da Jack in tiefe Depressionen verfällt. Seine Kanzlei verliert Klienten und er überlegt, sie an einen Nachfolger zu übergeben. Jack verliert seinen Lebensmut und erkennt, dass sein Leben sinnlos ist. Er entscheidet sich, sterben zu wollen, will sein Ende jedoch wie einen Unfall aussehen lassen. Eine Ausfahrt in einem geliehenen Rolls-Royce bricht er ab. Vor Norma und Martha gibt er vor, dass es ihm besser geht. Er kauft Martha ein Auto und überredet Norma zu einer Reise in den Yellowstone-Nationalpark. Das Haus steht zum Verkauf, da er einen Umzug nach Kalifornien geplant hat, damit Norma zukünftig näher bei Martha lebt. Am Tag der Abfahrt, seinem festgelegten Todestag, plant Jack, den Cadillac laufen zu lassen, bevor er ihn aus der Garage fährt – wie er es immer macht, nur will er diesmal die Außentür geschlossen halten und an einer Kohlenmonoxidvergiftung sterben. Auf dem Weg zur Garage klingelt das Telefon. Jacks Entschluss, den Anruf zu beantworten, lässt ihn erkennen, dass er weiterleben wird. Gestorben ist Jack, aber sein Alter Ego John W. Reed wird dessen Platz einnehmen, zumal das Leben für ihn die größte Bestrafung ist („The only punishment exquisite enough to satisfy the gods is life itself“).

## Veröffentlichung
A Strange God war nach The Pass, Lona Hanson, A Bargain With God, Trust in Chariots, The Power of the Dog, The Liar und Daddy’s Girl der achte Roman, den Thomas Savage veröffentlichte. Er erschien 1974 bei Little, Brown and Company und damit vier Jahre nach Savages vorherigem Roman.
Der Schutzumschlag der Hardcoverausgabe zeigt den Romantitel in weißen Buchstaben auf schwarzem Grund, wobei das „O“ des Wortes „God“ rot gefüllt ist. Der Zusatz „A Novel by Thomas Savage“ ist in goldenen Buchstaben darunter geschrieben. Das Design des Schutzumschlags stammt von Dick Adelson. Der Schutzumschlag enthält rückseitig ein Gemälde von Claude Montgomery, das den Autor in einem Stuhl mit Blättern in der Hand zeigt.
Savage widmete den Roman, der aus 27 Kapiteln besteht, seiner Tochter Betsy („For My Daughter Betsy“). Der Romantitel findet sich mehrfach im Alten Testament wieder, wo er in der Regel Verhängnis für die Menschen Israels verheißt, die den Pfad Gottes verlassen haben.

## Hintergrund und autobiografische Züge
Thomas Savage nimmt in A Strange God Bezug auf mehrere seiner früheren Romane. Die Familie Reed ist mit Chris und Jane befreundet, die in seinem Vorgängerroman Daddy’s Girl die Hauptrolle spielen. Chris ist dabei Jack Reeds Börsenmakler. Chris rät Jack, F. Scott Fitzgeralds Der große Gatsby zu lesen und sagt, dass Jack ihn an eine Fitzgerald-Romanfigur erinnere. Die Kritik zu A Strange God verwies wiederum auf die Ähnlichkeit des Romans zu einem Fitzgerald-Roman, so schrieb O. Alan Weltzien, dass das Buch in Teilen wie eine Gatsby-Adaption wirke. Eine Bekannte von Norma wechselt in Boston die Kirche und besucht nun die Markuskirche, in der Personen jeden Alters und Standes zum Gottesdienst gehen und sich danach im Untergeschoss zu Kaffee und Gesprächen treffen. Die Markuskirche um Father Raymond war der Mittelpunkt von Savages drittem Roman A Bargain With God; Beacon Hill, der Standort der Kirche, ist zudem der Stadtteil, in den Martha im Verlauf des Romans zieht. Jack leiht sich bei Continental Motors einen Rolls-Royce zur Probefahrt aus, wie auch Sheldon Owens in Savages viertem Roman Trust in Chariots seinen Rolls-Royce bei Continental Motors kauft. Jack Reed fährt üblicherweise einen Cadillac, wobei Savage das Auto bereits in früheren Romanen harsch kritisiert hatte. Der Cadillac habe „in der Vorstellung von Dummköpfen irgendwie den Platz besserer Autos an sich gerissen“, schrieb Savage in Trust in Chariots, und lehnte persönlich Cadillacs als Mainstream ab.
Charakteristisch für die meisten Romane Savages ist das Thema der zerrütteten Familie, das im Verlauf von A Strange God eine zentrale Rolle spielt, wobei die Frauenfiguren die stärkeren Charaktere sind (u. a. verlässt Jacks Mutter ihren Ehemann, Norma hat Jack zur Heirat „verleitet“). Sue Hart schrieb, dass Savage vermutlich glaubte aufzeigen zu müssen, dass Tragik und Verlust selbst in vermeintlich „intakten“ Familien vorkommen können. Sowohl Jack als auch Thomas Savage wirkten darauf hin, dass ihre Söhne in Harvard studierten, wo sie jeweils scheiterten. Auch andere Bezüge im Roman sind deutlich autobiografisch. Jack Reed und Savage sind beide 1915 geboren und versteckte Alkoholiker. Sie werden beim Fremdgehen von ihrem Sohn überrascht, was zu einer tiefen Zerrüttung der Vater-Sohn-Beziehung führt. Tim erwischt Jack und Claire, während Savage Ende 1961 von seinem Sohn mit seinem Liebhaber Tomie dePaola überrascht wurde, was ihn schließlich veranlasste, die Affäre zu beenden.  Savage lebte seit den 1950er-Jahren in Georgetown, während Jack überlegt, sich ein Sommerhaus an der Küste von Maine zu kaufen, sich jedoch letztendlich dagegen entscheidet. Auch das Thema Homosexualität ist im Roman mehrfach vertreten, wobei Savage Jack Reed eine neutral-ablehnende Haltung einnehmen lässt. Jack nennt Homosexuelle „Karikaturen von Frauen“ („caricatures of women“) und „unfortunates“, gegen die er zwar nichts habe, die ihn jedoch unsicher werden lassen, da er nicht wisse, wie er sich in ihrer Gegenwart zu verhalten habe. Seinem Zahnarzt, der ihm gesteht, homosexuell zu sein, entgegnet Reed „What can I do about that?“, ohne Verständnis zu zeigen. Savage, der selbst homosexuell war, jedoch mit einer Frau verheiratet war und Kinder hatte, verweist so ironisch auf die Mehrheitsmeinung und klagt das moralische Versagen einer Gesellschaft an, die Homosexualität nicht mit Verständnis und Akzeptanz begegnen kann.

## Rezeption
Mehrere Kritiker verglichen A Strange God mit Fitzgeralds Der große Gatsby und attestierten Savage, dass es ihm gelinge, eine „legendäre, Fitzgerald’sche Qualität auf das Klein-Klein in Reeds Leben [zu übertragen]. Die Zufälle von Erfolg und Misserfolg werden dargestellt, um die Fragilität der Welt des Mannes zu unterstreichen.“ „Jack ist nur einer dieser Männer, die mit den besten Absichten die falschen Dinge aus den falschen Gründen tun, und durch ihn schafft es Savage, unter die Oberfläche, die er so gut gebaut hat, und unter die Haut zu gehen“, so Kirkus Reviews. Es sei eine traurige Geschichte des nicht etablierten Selbst, gefangen zwischen Anfängen, Enden, Veränderungen und irreversiblem Verlust. Der „unausweichliche Schmerz der Elternschaft“ sei schwer für jene verständlich zu machen, die nicht selbst darunter gelitten haben, doch Savage „vermittelt dieses Gebilde aus Schuld, Vorahnung von Verlust und Versagen und süßer Traurigkeit besser als ich es jemals in einem anderen Roman gelesen habe“, befand Drehbuchautor Harding Lemay. Das Buch besitze eine „Traurigkeit, die kaum zu übersehen ist“ und sei eine Warnung an Leser der Jack-Reed-Generation, fasste der Christian Science Monitor zusammen.
Die New York Times hob hervor, dass Savage das eigentlich Unvermeidbare – simplifizierte Moral und üblichen Pathos – vermeidet: Stattdessen forme er „ein persönliches Debakel zu einer Metapher für das Alleinsein und die Sinnlosigkeit, die jeden plötzlich treffen kann“. The Hudson Review konstatierte, dass das Buch zwar Fehler habe, Savage mit dem Roman jedoch sehr nahe an einen großen Erfolg gekommen sei. Der Roman sei „Marquand mit einer Ahnung des kommenden, drohenden Unheils“. Savage selbst konstatierte 1974 in einem Brief an einen Freund, dass die Kritiken zu A Strange God die besten seien, die er je für einen Roman erhalten habe.